# Ṭe (Sindhi-Buchstabe)
Ṭe (Sindhi: ٽي ṭē; ٽ) ist der siebte Buchstabe des erweiterten arabischen Alphabets des Sindhi. Ṭe besteht aus einem Tā' (ت) mit einem zusätzlichen diakritischen Punkt unterhalb der beiden Punkte des Tā'.
In der arabischen Schrift des Sindhi steht Ṭe für den stimmlosen retroflexen Plosiv [⁠ʈ⁠]. Das Äquivalent zum Ṭe ist im Devanagari des Sindhi das Zeichen ट, in lateinischen Umschriften wird Ṭe meist mit ṭ, jedoch auch mit t́ oder ṭr, wiedergegeben. In einer älteren Form des Sindhi-Alphabets waren die Funktionen der Zeichen ٽ und ٺ umgekehrt.
Das Zeichen ist im Unicode-Block Arabisch am Codepunkt U+067D kodiert.
| Unicode-Codepoint | Unicode-Name                                      | Zeichen |
| ----------------- | ------------------------------------------------- | ------- |
| U+067D            | ARABIC LETTER TEH WITH THREE DOTS ABOVE DOWNWARDS | ٽ       |